# 刑事學
刑事學是以研究犯罪及与犯罪相关的诸多学科的总称，其主要分支學科為：刑事法學（又分：刑事實體法、刑事诉讼法、刑事執行法）、刑事政策、犯罪学（又分：犯罪生物學、犯罪社會學、犯罪心理學）、刑罰學。也有認為包含監獄學、受害者學等。